# أرمسترونج سيدلي تايجر
أرمسترونج سيدلي تايجر محرك طائرة شعاعي بريطاني، يتكون من 14 أسطوانة ويُبرد بالهواء. صُنع المحرك بواسطةأرمسترونج سيدلي في عام 1930 من محركأرمسترونج سيدلي جاجوار، كما صُنع بطرازات مختلفة بدون تغيير الأداء أو الأبعاد. كان محرك تايجر 8 أول محرك طائرة بريطاني يستخدم شاحن توربيني فائق ثنائي السرعة.

## التطبيقات

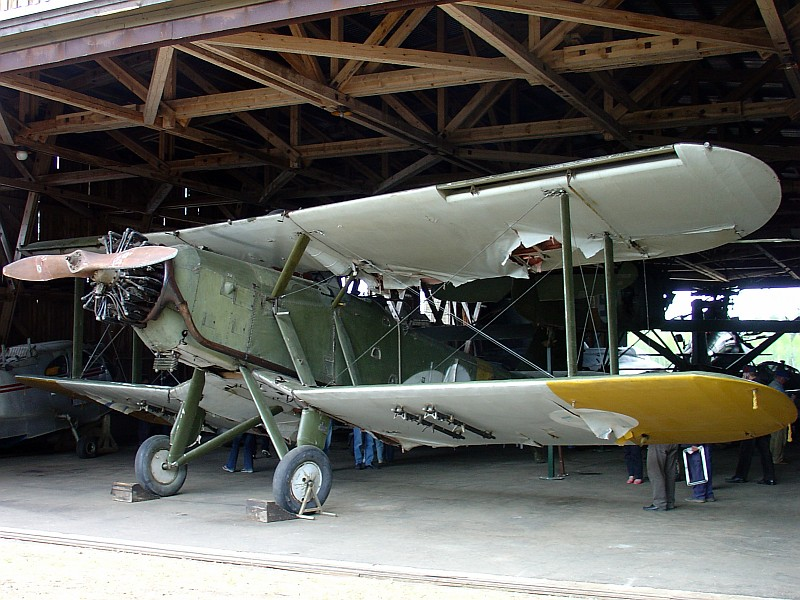
بلاكبيرن ريبون الوحيدة المتبقية، محفوظة في متحف طيران بايات هامي

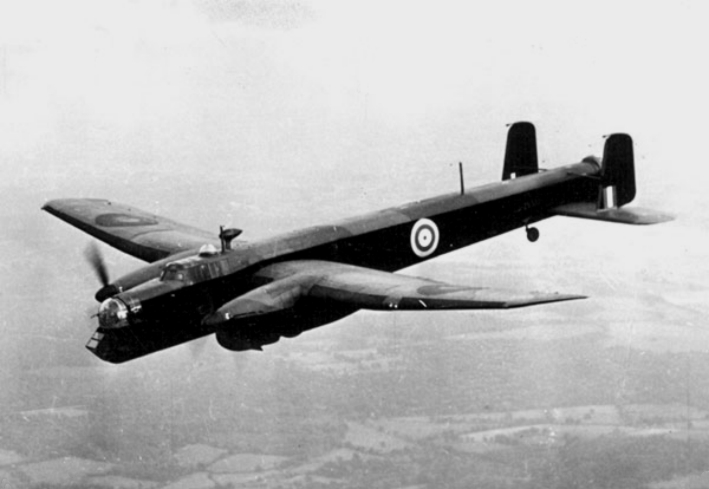
آرمسترونغ ويتورث ويتلي

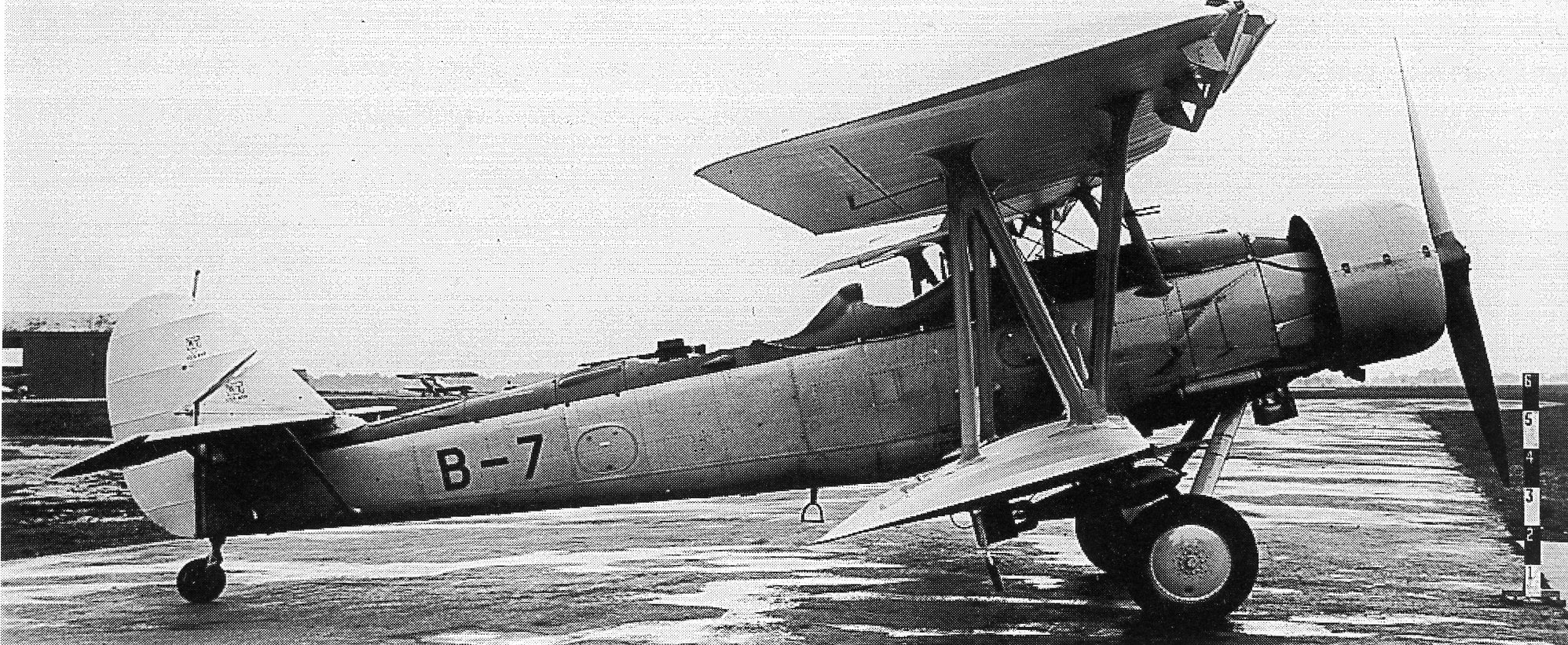
بلاكبيرن بي-7

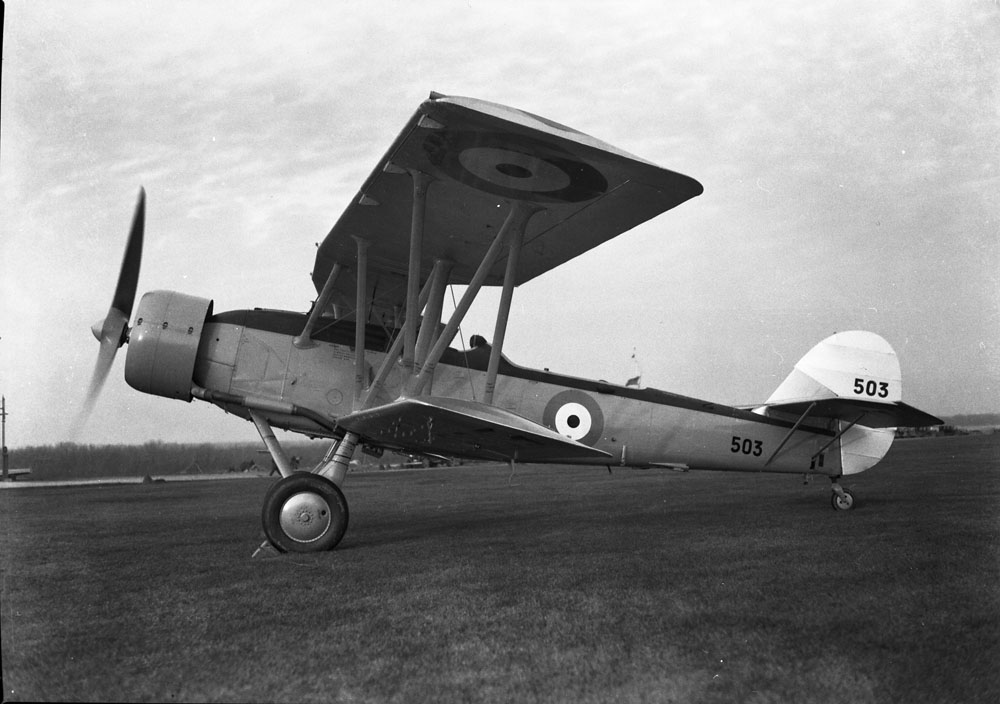
بلاكبيرن شارك

- آرمسترونغ ويتورث ايه دبليو 19  [لغات أخرى]‏
- آرمسترونغ ويتورث ايه دبليو 23
- آرمسترونغ ويتورث ايه دبليو 29  [لغات أخرى]‏
- آرمسترونغ ويتورث إنساين
- آرمسترونغ ويتورث ويتلي  [لغات أخرى]‏
- بلاكبيرن بي-6  [لغات أخرى]‏
- بلاكبيرن بي-7  [لغات أخرى]‏
- بلاكبيرن شارك  [لغات أخرى]‏
- بلاكبيرن ريبون  [لغات أخرى]‏
- فيري جي 31/4
- هاندلي بيج إتش بي 51  [لغات أخرى]‏
- شورت اس 8 كالكوتا

## محركات معروضة
يُعرض محرك أرمسترونج سيدلي تايجر في متحف العلوم بلندن.

## المواصفات (تايجر 8)

### مواصفات عامة
- النوع: محرك شعاعي يٌبرد بالهواء، ويتكون من 12 أسطوانات ومزود بشاحن توربيني فائق ثنائي السرعة.
- قطر الأسطوانة: 139.7 مم.
- الشوط: 152.4 مم.
- سعة المحرك: 1995 بوصة مكعبة (32.7 لتر).
- الطول: 64.6 بوصة (1641 مم).
- القطر: 50.8 بوصة (1290مم).
- الوزن الصافي: 1287 باوند (584 كجم).

### المكونات
- سلسة صمامات: صمامين لكل أسطوانة، يتم التحكم فيهما بواسطة أعمدة دفع.
- شاحن توربيني فائق: شاحن توربيني فائق طارد مركزي، ثنائي السرعة. نسبة الترس الأول 1:5.34 ونسبة الترس الثاني 1:7.96
- نظام الوقود: مكربن طراز كلادول هوبسون.
- نوع الوقود: بنزين ذو رقم أوكتان 87.
- نظام التبريد: يٌبرد بالهواء.
- ترس تخفيض: ترس ذو أسنان مستقيمة (بالإنجليزية: Spur gear)، نسبة التخفيض 1:0.594.

### الأداء
- القدرة الناتجة:
  - 907 حصان (677 كيلو وات)عند 2375 دورة/دقيقة للإقلاع.
  - 850 حصان (634 كيلو وات)عند ارتفاع 7150 قدم (2180 متر) عند 2450 دورة/دقيقة، باستخدام الترس الأول للشاحن التوربيني الفائق.
  - 771 حصان (575 كيلو وات)عند ارتفاع 16240 قدم (4950 متر) عند 2450 دورة/دقيقة، باستخدام الترس الثاني للشاحن التوربيني الفائق.
  - 582 حصان (434 كيلو وات) عند 2200 دورة/دقيقة عند الطيران الاقتصادي (رحلة جوية عادية).
- كثافة القدرة: 0.45 حصان/بوصة مكعبة (20.7 كيلو وات/لتر).
- نسبة الانضغاط: 1:6.25
- الاستهلاك النوعي الفرملي للوقود: 0.49 باوند/حصان.ساعة (294 جرام/كيلو وات.ساعة).
- استهلاك الزيت: 8-16 جرام/كيلو وات.ساعة.
- نسبة القدرة إلى الوزن: 0.70 حصان/باوند (1.16 كيلو وات/كجم).

## مزيد من القراءة
- Gunston, Bill. World Encyclopedia of Aero Engines. Cambridge, England. Patrick Stephens Limited, 1989. ISBN 1-85260-163-9
- Lumsden, Alec. British Piston Engines and their Aircraft. Marlborough, Wiltshire: Airlife Publishing, 2003. ISBN 1-85310-294-6.

## وصلات خارجية
- Oldengine.org